# Brothers in Arms: Earned in Blood
Brothers in Arms: Earned in Blood è un videogioco del genere sparatutto in prima persona realizzato da Gearbox Software e pubblicato da Ubisoft, uscito il 4 ottobre 2005 negli Stati Uniti e il 7 ottobre 2005 in Europa. È ambientato nella seconda guerra mondiale durante il periodo dello sbarco in Normandia, dal 6 al 21 giugno 1944, in Francia. È il seguito di Brothers in Arms: Road to Hill 30. Nel 2008 è uscito il seguito Brothers in Arms: Hell's Highway.

## Trama
Il videogioco inizia le sue missioni a Sainte-Mère-Église, la notte tra il 5 ed il 6 giugno 1944, quando Joe Hartsock, paracadutista della 101ª Divisione Aviotrasportata, deve recuperare un sacco da gamba ed un fucile e raggiungere il resto dei paracadutisti nella fattoria per poi eliminare un convoglio nazista e incontrare Cassidy, un colonnello alleato. 
La stessa mattina, alle ore 6, Hartsock si risveglia e scopre che sono giunti alla clinica mobile alcuni uomini feriti dell'82ª Divisione Aviotrasportata. A quel punto Joe deve difendere la chiesa di St. Martin dai soldati tedeschi. Inoltre nella chiesa sono presenti delle lettighe dove sono appoggiati dei "crucchi" feriti sul campo di battaglia.
Dopo la parte iniziale, che comprende anche il villaggio di Haut Fornel, che dovrà essere ripulito dalla Wehrmacht e dalle SS, la parte media delle missioni avrà luogo in diverse città francesi, tra cui Vierville, Baupte e Carentan; la parte finale del videogioco avrà luogo invece a Saint-Sauveur-le-Vicomte e a Cherbourg, la città dove Joe verrà promosso dalla posizione di caporale a quella di sergente dal colonnello Samuel Marshall, che intervista e ha intervistato in Normandia diversi militari di truppe aviotrasportate. Come nel precedente capitolo della serie anche in Earned in Blood sono presenti diversi extra sbloccabili ad ogni fine capitolo: al più alto livello di difficoltà (reale) si ha la possibilità di sbloccarli tutti.